# Pachavita
Pachavita – miasto w Kolumbii, w departamencie Boyacá.